# François Malbreil
François Malbreil, né en 1953 à Versailles, est un peintre figuratif français.

## Biographie
Né à Versailles dans une famille originaire de Pamiers (Ariège), François Malbreil a une vie marquée par le voyage. Enfance en Algérie, à la Martinique, il suit des études de lettres et de littérature de langue anglaise à l'université du Mirail de Toulouse. Il fréquente les musées, copie les œuvres et fait son apprentissage d'une peinture résolument figurative dans une époque où c'est loin d'être la tendance dominante.
Il vit près de dix ans à La Réunion. Le muséum d'histoire naturelle lui commande des planches ornithologiques, dont certaines serviront à illustrer des timbres. De là, il part à la découverte des îles australes, partageant la vie des expéditions scientifiques dans des conditions souvent difficiles.
Entre ses multiples voyages, il vit et travaille à Toulouse et dans l'Ariège. Dans les années 1980, il est un des fondateurs à Toulouse du groupe Réel Peint et du collectif action peinture.
Ses œuvres traitent des sujets d'une grande diversité, paysages, nature, animaux, objets du quotidien, personnages dans leur milieu, traités avec une grande sobriété et une construction très architecturée, une lumière intense, sans concession à l'exotisme ni au pittoresque. De nombreuses œuvres ont été acquises par des collectivités et des musées.

## Expositions

### Expositions personnelles
- Galerie Protée, Toulouse, 1983
- Caraïbes and Co, Centre Léonard de Vinci ; dessins, Ombres Blanches, Toulouse
- Années tropiques, Musée Goya, Castres, 1991